# Vòng loại Giải vô địch bóng đá thế giới 1978 – Khu vực châu Phi
Dưới đây là các mốc thời gian và kết quả thi đấu của vòng loại Giải vô địch bóng đá thế giới 1978 khu vực châu Phi (CAF). Để có cái nhìn tổng quan hơn, xem bài viết chính: Vòng loại Giải vô địch bóng đá thế giới 1978.
Tổng cộng có 26 đội tuyển châu Phi đăng ký tham dự vòng loại. Khu vực này được phân bổ 1 suất (trong tổng số 16) để tham dự vòng chung kết.

## Thể thức
Thể thức thi đấu gồm 5 vòng:
- Vòng Sơ loại, Vòng 1, Vòng 2 và Vòng 3: Ở mỗi vòng, các đội được bốc thăm thi đấu loại trực tiếp theo thể thức lượt đi – lượt về. Đội thắng (tính theo tổng tỉ số sau hai lượt) sẽ giành quyền vào vòng tiếp theo. Quá trình này tiếp tục cho đến khi chỉ còn lại 3 đội.
- Vòng cuối: 3 đội còn lại thi đấu vòng tròn lượt đi – lượt về. Đội đứng đầu bảng sẽ giành vé duy nhất đại diện châu Phi tham dự FIFA World Cup 1978.

## Vòng sơ loại
| Đội 1        | TTS | Đội 2      | Lượt đi | Lượt về |
| ------------ | --- | ---------- | ------- | ------- |
| Sierra Leone | 6–3 | Niger      | 5–1     | 1–2     |
| Thượng Volta | 3–1 | Mauritanie | 1–1     | 2–0     |

| Sierra Leone                                   | 5–1 | Niger      |
| ---------------------------------------------- | --- | ---------- |
| Dumbuya 37', 68' · Sounomu 57', 66' · Tray 70' |     | Adamou 17' |

| Niger                      | 2–1 | Sierra Leone |
| -------------------------- | --- | ------------ |
| Seydou 36' · Kanfideni 52' |     | Sango 37'    |

Sierra Leone thắng với tổng tỉ số 6–3 và giành quyền vào Vòng 1.
| Thượng Volta | 1–1 | Mauritanie            |
| ------------ | --- | --------------------- |
| Kaboré 44'   |     | Coulibaly 68' (ph.đ.) |

| Mauritanie | 0–2 | Thượng Volta            |
| ---------- | --- | ----------------------- |
|            |     | Zoma 32' · Ouattara 52' |

Thượng Volta thắng với tổng tỉ số 3–1 và giành quyền vào Vòng 1.

## Vòng 1
Bản mẫu:ThreeLegResult
| Đội 1             | TTS         | Đội 2       | Lượt đi | Lượt về | 3rd leg |
| ----------------- | ----------- | ----------- | ------- | ------- | ------- |
| Algérie           | 1–0         | Libya       | 1–0     | 0–0     |         |
| Maroc             | 2–2 (2–4 p) | Tunisia     | 1–1     | 1–1     |         |
| Togo              | 2–1         | Sénégal     | 1–0     | 1–1     |         |
| Sierra Leone      | 2–6         | Nigeria     | 0–0     | 2–6     |         |
| Congo-Brazzaville | 4–2         | Cameroon    | 2–2     | 2–0     |         |
| Thượng Volta      | 1–3         | Bờ Biển Ngà | 1–1     | 0–2     |         |
| Ai Cập            | 5–1         | Ethiopia    | 3–0     | 2–1     |         |
| Zambia            | 5–0         | Malawi      | 4–0     | 1–0     |         |
| Zaire             | w/o         | Trung Phi   | —       | —       |         |
| Kenya             | w/o         | Sudan       | —       | —       |         |
| Uganda            | w/o         | Tanzania    | —       | —       |         |

| Algérie      | 1–0 | Libya |
| ------------ | --- | ----- |
| Betrouni 83' |     |       |

| Libya | 0–0 | Algérie |
| ----- | --- | ------- |
|       |     |         |

Algeria thắng với tổng tỉ số 1–0 và giành quyền vào Vòng 2.
| Maroc      | 1–1 | Tunisia   |
| ---------- | --- | --------- |
| Lakhal 35' |     | Dhiab 56' |

| Tunisia           | 1–1 (s.h.p.) | Maroc     |
| ----------------- | ------------ | --------- |
| Labidi 34'        |              | Tahir 55' |
| Loạt sút luân lưu |              |           |
|                   | 4–2          |           |

Tổng tỉ số sau hai lượt trận là 2–2, nhưng Tunisia đã giành chiến thắng 4–2 trên chấm luân lưu ở trận lượt về để tiến vào Vòng 2. Đây là loạt sút luân lưu đầu tiên trong một trận đấu thuộc vòng loại World Cup.
| Togo         | 1–0 | Sénégal |
| ------------ | --- | ------- |
| Rachidou 87' |     |         |

| Sénégal | 1–1 | Togo       |
| ------- | --- | ---------- |
| Ba 63'  |     | Afanou 58' |

Togo thắng với tổng tỉ số 2–1 và giành quyền vào Vòng 2.
| Ghana                    | 2–1 | Guinée        |
| ------------------------ | --- | ------------- |
| Kassum 57' · Afriyie 83' |     | Y. Camara 52' |

| Guinée                      | 2–1 (s.h.p.) | Ghana     |
| --------------------------- | ------------ | --------- |
| Papa Camara 51' · Keita 56' |              | Ansah 59' |

Tổng tỉ số sau hai lượt trận là 3–3, vì vậy hai đội phải thi đấu trận play-off trên sân trung lập để xác định đội đi tiếp.
| Ghana | 0–2 | Guinée                        |
| ----- | --- | ----------------------------- |
|       |     | Papa Camara 3' · S. Sylla 31' |

Guinea giành quyền vào Vòng 2 nhờ chiến thắng trong trận play-off.
| Sierra Leone | 0–0 | Nigeria |
| ------------ | --- | ------- |
|              |     |         |

| Nigeria                                                                 | 6–2 | Sierra Leone                 |
| ----------------------------------------------------------------------- | --- | ---------------------------- |
| Odegbami 25' · Atuegbu 31', 34' · Usiyan 40' · Emeteole 63' · Awesu 77' |     | Dyfan 74' · Sama 88' (ph.đ.) |

Nigeria thắng với tổng tỉ số 6–2 và giành quyền vào Vòng 2.
| Congo-Brazzaville                 | 2–2 | Cameroon                |
| --------------------------------- | --- | ----------------------- |
| Mounoudzi 66' (ph.đ.) · Wamba 76' |     | Milla 11' · Onguene 35' |

| Cameroon | 0–2 Awarded (1–2 82') | Congo-Brazzaville        |
| -------- | --------------------- | ------------------------ |
| Milla 7' |                       | Ebomoa 19' · N'Domba 52' |

Congo-Brazzaville thắng với tổng tỉ số 4–2 và giành quyền vào Vòng 2.
| Thượng Volta | 1–1 | Bờ Biển Ngà |
| ------------ | --- | ----------- |
| Kaboré 70'   |     | Bawa 36'    |

| Bờ Biển Ngà             | 2–0 | Thượng Volta |
| ----------------------- | --- | ------------ |
| Kouame 17' · Kouman 34' |     |              |

Bờ Biển Ngà thắng với tổng tỉ số 3–1 và giành quyền vào Vòng 2.
| Ai Cập                 | 3–0 | Ethiopia |
| ---------------------- | --- | -------- |
| El Khatib 4', 19', 77' |     |          |

| Ethiopia     | 1–2 | Ai Cập             |
| ------------ | --- | ------------------ |
| Kassahun 40' |     | El Khatib 12', 73' |

Ai Cập thắng với tổng tỉ số 5–1 và giành quyền vào Vòng 2.
| Zambia                                              | 4–0 | Malawi |
| --------------------------------------------------- | --- | ------ |
| Chanda 4' · Phiri 12', 75' · Chamangwana 88' (l.n.) |     |        |

| Malawi | 0–1 | Zambia     |
| ------ | --- | ---------- |
|        |     | Kapita 48' |

Zambia thắng với tổng tỉ số 5–0 và giành quyền vào Vòng 2.
| Zaire | w/o | Trung Phi |
| ----- | --- | --------- |
|       |     | Rút lui   |

Cộng hòa Trung Phi rút lui, nên Zaire được đặc cách vào Vòng 2.
| Kenya | w/o | Sudan   |
| ----- | --- | ------- |
|       |     | Rút lui |

Sudan rút lui, so Kenya được đặc cách vào Vòng 2.
| Uganda | w/o | Tanzania |
| ------ | --- | -------- |
|        |     | Rút lui  |

Tanzania rút lui, so Uganda được đặc cách vào Vòng 2.

## Vòng 2
| Đội 1       | TTS | Đội 2             | Lượt đi | Lượt về   |
| ----------- | --- | ----------------- | ------- | --------- |
| Tunisia     | 3–1 | Algérie           | 2–0     | 1–1       |
| Togo        | 1–4 | Guinée            | 0–2     | 1–2       |
| Bờ Biển Ngà | 6–3 | Congo-Brazzaville | 3–2     | 3–1       |
| Kenya       | 0–1 | Ai Cập            | 0–0     | 0–1       |
| Uganda      | 3–4 | Zambia            | 1–0     | 2–4 (aet) |
| Nigeria     | w/o | Zaire             | —       | —         |

| Tunisia              | 2–0 | Algérie |
| -------------------- | --- | ------- |
| Akid 56' · Kaabi 73' |     |         |

| Algérie      | 1–1 | Tunisia    |
| ------------ | --- | ---------- |
| Guendouz 34' |     | Jebali 89' |

Tunisia thắng với tổng tỉ số 3–1 và giành quyền vào Vòng 3.
| Togo | 0–2 | Guinée                        |
| ---- | --- | ----------------------------- |
|      |     | Bangoura 15' · Souleymane 84' |

| Guinée                              | 2–1 | Togo        |
| ----------------------------------- | --- | ----------- |
| Papa Camara 36' · Tollo 40' (ph.đ.) |     | Ametepé 55' |

Guinea thắng với tổng tỉ số 4–1 và giành quyền vào Vòng 3.
| Bờ Biển Ngà                           | 3–2 | Congo-Brazzaville            |
| ------------------------------------- | --- | ---------------------------- |
| G'Bize 10' · Mamahou 20' · Kouman 81' |     | Bahamboula 36' · N'Domba 89' |

| Congo-Brazzaville | 1–3 | Bờ Biển Ngà                          |
| ----------------- | --- | ------------------------------------ |
| Lingongo 23'      |     | Kouman 10' · Miézan 38' · G'Bize 82' |

Bờ Biển Ngà thắng với tổng tỉ số 6–3 và giành quyền vào Vòng 3.
| Kenya | 0–0 | Ai Cập |
| ----- | --- | ------ |
|       |     |        |

| Ai Cập     | 1–0 | Kenya |
| ---------- | --- | ----- |
| Khalil 13' |     |       |

Ai Cập thắng với tổng tỉ số 1–0 và giành quyền vào Vòng 3.
| Uganda   | 1–0 | Zambia |
| -------- | --- | ------ |
| Ouma 73' |     |        |

| Zambia                                     | 4–2 (s.h.p.) | Uganda               |
| ------------------------------------------ | ------------ | -------------------- |
| Chola 28' · Chanda 34' · Chitalu 85', 106' |              | Nasur 14' · Obua 74' |

Zambia thắng với tổng tỉ số 4–3 và giành quyền vào Vòng 3.
| Nigeria | w/o | Zaire   |
| ------- | --- | ------- |
|         |     | Rút lui |

Zaire rút lui, nên Nigeria được đặc cách vào Vòng 3.

## Vòng 3
| Đội 1   | TTS | Đội 2       | Lượt đi | Lượt về |
| ------- | --- | ----------- | ------- | ------- |
| Guinée  | 2–3 | Tunisia     | 1–0     | 1–3     |
| Nigeria | 6–2 | Bờ Biển Ngà | 4–0     | 2–2     |
| Ai Cập  | 2–0 | Zambia      | 2–0     | 0–0     |

| Guinée       | 1–0 | Tunisia |
| ------------ | --- | ------- |
| I. Sylla 77' |     |         |

| Tunisia                              | 3–1 | Guinée       |
| ------------------------------------ | --- | ------------ |
| Liman 9' · Lahzami 59' · Khouini 62' |     | A. Sylla 11' |

Tunisia thắng với tổng tỉ số 3–2 và giành quyền vào Vòng cuối.
| Nigeria                                            | 4–0 | Bờ Biển Ngà |
| -------------------------------------------------- | --- | ----------- |
| Usiyan 7', 30' · Iwelumo 18' · Ojebode 56' (ph.đ.) |     |             |

| Bờ Biển Ngà      | 2–2 | Nigeria                       |
| ---------------- | --- | ----------------------------- |
| Mamahou 37', 58' |     | Odegbami 74' · Amiesimaka 89' |

Nigeria thắng với tổng tỉ số 6–2 và giành quyền vào Vòng cuối.
| Ai Cập                  | 2–0 | Zambia |
| ----------------------- | --- | ------ |
| Gaafar 29' · Hammam 49' |     |        |

| Zambia | 0–0 | Ai Cập |
| ------ | --- | ------ |
|        |     |        |

Ai Cập thắng với tổng tỉ số 2–0 và giành quyền vào Vòng cuối.

## Vòng cuối
| VT | Đội     | Đ | ST | T | H | B | BT | BB | HS |
| -- | ------- | - | -- | - | - | - | -- | -- | -- |
| 1  | Tunisia | 5 | 4  | 2 | 1 | 1 | 7  | 4  | +3 |
| 2  | Ai Cập  | 4 | 4  | 2 | 0 | 2 | 7  | 11 | −4 |
| 3  | Nigeria | 3 | 4  | 1 | 1 | 2 | 5  | 4  | +1 |

| Tunisia | 0–0 | Nigeria |
| ------- | --- | ------- |
|         |     |         |

| Nigeria                                        | 4–0 | Ai Cập |
| ---------------------------------------------- | --- | ------ |
| Chukwu 24' · Odegbami 54', 67' · N'Wadioha 74' |     |        |

| Ai Cập                       | 3–1 | Nigeria     |
| ---------------------------- | --- | ----------- |
| Abdou 11', 27' · Mokhtar 50' |     | Iwelumo 75' |

| Nigeria | 0–1 | Tunisia          |
| ------- | --- | ---------------- |
|         |     | Odiye 61' (l.n.) |

| Ai Cập                                         | 3–2 | Tunisia                  |
| ---------------------------------------------- | --- | ------------------------ |
| Gaafar 26' (ph.đ.) · Abdou 53' · El Khatib 83' |     | Ben Aziza 80' · Akid 87' |

| Tunisia                                             | 4–1 | Ai Cập         |
| --------------------------------------------------- | --- | -------------- |
| Akid 15' · Lahzami 42' · Ben Aziza 65' · Labidi 75' |     | Abdel Baki 80' |

Tunisia vượt qua vòng loại.

## Đội tuyển vượt qua vòng loại
| Đội tuyển | Tư cách vượt qua vòng loại | Ngày vượt qua vòng loại | Số lần tham dự FIFA World Cup trước đây |
| --------- | -------------------------- | ----------------------- | --------------------------------------- |
| Tunisia   | Chiến thắng Vòng cuối      | 11 tháng 12 năm 1977    | 0 (lần đầu)                             |

## Cầu thủ ghi bàn
6 bàn thắng
- Mahmoud El Khatib

4 bàn thắng
- Segun Odegbami

3 bàn thắng
- Kobenan Kouman
- Jérôme Lèbre Mamahou
- Mostafa Abdou
- Papa Camara
- Thompson Usiyan
- Mohamed Akid

2 bàn thắng
- Roger Milla
- Jean-Jacques N'Doumba
- Leon Goua G'Bize
- Farouk Gaafar
- Alloysius Atuegbu
- Godwin Iwelumo
- Kama Dumbuya
- Wasieu Sounomu
- Abderraouf Ben Aziza
- Khemais Labidi
- Témime Lahzami
- Joseph Kaboré
- Bernard Chanda
- Godfrey Chitalu
- Willie Phiri

1 bàn thắng
- Omar Betrouni
- Mahmoud Guendouz
- Jean Manga Onguéné
- Jonas Bahamboula
- Daniel Ebomoa
- Pierre Lingongo
- Joseph Mounoudzi
- Joseph Wamba
- Gaston Bawa
- Lucien Kouassi Kouame
- Pascal Miézan
- Ahmed Abdel Baki
- Maher Hammam
- Ossama Khalil
- Mokhtar Mokhtar
- Tekalinge Kassahun
- Opoku Afriyle
- Ofei Ansah
- Ibrahim Kassum
- Ousmane Badara Bangoura
- Youssuf Camara
- Mamadou Aliou Keita
- Chérif Souleymane
- Ali Sylla
- Ismael Sylla
- Seydouba Sylla
- Ousmane Thiam Tollo
- Gagny Coulibaly
- Abdelghani Lakhal
- Mustapha Tahir
- Boukari Adamou
- Moussa Kanfideni
- Sanda Seydou
- Adokie Amiesimaka
- Kunle Awesu
- Christian Chukwu
- Kelechi Emeteole
- Johnny N'Wadioha
- Samuel Ojebode
- Abdoulaye Ba
- Ismail Dyfan
- Mohammed Sama
- William Sango
- Samuel Tray
- Anani Afanou
- Tabania Ametepé
- Alirou Rachidou
- Tarak Dhiab
- Amor Jebali
- Néjib Liman
- Ali Kaabi
- Moncef Khouini
- Abdulla Nasur
- Denis Obua
- Polly Ouma
- Joseph Ouattara
- Kouligo Zoma
- Alex Chola
- Obby Kapita

1 bàn phản lưới nhà
- Jack Chamangwana (trong trận gặp Zambia)
- Godwin Odiye (trong trận gặp Tunisia)